# Pam Whytcross
Pam Whytcross (née le 25 novembre 1953) est une joueuse de tennis australienne, professionnelle du milieu des années 1970 à 1986.
Elle s'est essentiellement illustrée dans les épreuves de double sur le circuit WTA, atteignant notamment en 1978 la finale de l'Open d'Australie, aux côtés de Naoko Sato (défaite contre la paire Renáta Tomanová-Betsy Nagelsen).

## Palmarès

### Titre en simple dames
Aucun

### Finale en simple dames
| No | Date       | Nom et lieu du tournoi                             | Catégorie | Surface      | Vainqueure | Score         |  |
| -- | ---------- | -------------------------------------------------- | --------- | ------------ | ---------- | ------------- |  |
| 1  | 06-11-1977 | Australian Hard Court Championships, Brighton East |           | Terre (ext.) | Sue Saliba | 2-6, 7-6, 6-2 |  |

### Titres en double dames
| No | Date       | Nom et lieu du tournoi                       | Catégorie | Dotation | Surface      | Partenaire         | Finalistes                   | Score         |          |
| -- | ---------- | -------------------------------------------- | --------- | -------- | ------------ | ------------------ | ---------------------------- | ------------- | -------- |
| 1  | 06-03-1978 | Avon Futures of Southwest Florida Fort Myers | Futures   | 20 000 $ | Terre (ext.) | Chris O'Neil       | Ann Kiyomura Renée Richards  | 6-3, 6-1      | Parcours |
| 2  | 04-02-1980 | Avon Futures of Calgary Calgary              | Futures   | 25 000 $ | Dur (int.)   | Marjorie Blackwood | Leslie Allen Dianne Morrison | 7-5, 5-7, 6-4 | Parcours |
| 3  | 11-02-1980 | Avon Futures of Toronto Toronto              | Futures   | 25 000 $ | Dur (int.)   | Marjorie Blackwood | Lea Antonoplis Kim Jones     | 3-6, 7-6, 6-3 | Parcours |
| 4  | 02-04-1980 | Avon Futures Championships Edmond            | Futures   | 50 000 $ | Terre (ext.) | Marjorie Blackwood | Lindsay Morse Candy Reynolds | 7-5, 7-6      | Parcours |
| 5  | 10-10-1983 | Borden Classic Tokyo                         |           | 75 000 $ | Dur (ext.)   | Chris O'Neil       | Brenda Remilton Naoko Sato   | 5-7, 7-6, 6-3 | Parcours |
| 6  | 17-10-1983 | Japan Asian Open Tokyo                       |           | 50 000 $ | Dur (ext.)   | Chris O'Neil       | Helena Manset Micki Schillig | 6-3, 7-5      | Parcours |

### Finales en double dames
| No | Date       | Nom et lieu du tournoi                    | Catégorie | Dotation | Surface      | Vainqueures                      | Partenaire     | Score    |          |
| -- | ---------- | ----------------------------------------- | --------- | -------- | ------------ | -------------------------------- | -------------- | -------- | -------- |
| 1  | 29-12-1973 | New South Wales Championships Sydney      |           | 35 000 $ | Gazon (ext.) | Ann Kiyomura Kazuko Sawamatsu    | Janet Fallis   | 6-3, 6-3 | Parcours |
| 2  | 08-07-1974 | Carroll's Irish Open Championships Dublin |           | NC       | Dur (ext.)   | Dianne Fromholtz Raquel Giscafré | Mandy Morgan   | 6-2, 6-1 | Parcours |
| 3  | 21-08-1978 | Bergen County Classic Mahwah              |           | 75 000 $ | Dur (ext.)   | Ilana Kloss Marise Kruger        | Barbara Potter | 6-3, 6-1 | Parcours |
| 4  | 25-12-1978 | Australian Open Melbourne                 | G. Chelem | 35 000 $ | Gazon (ext.) | Betsy Nagelsen Renáta Tomanová   | Naoko Sato     | 7-5, 6-2 | Parcours |

### Finale en double mixte
| No | Date       | Nom et lieu du tournoi                    | Catégorie | Surface      | Vainqueures                         | Partenaire    | Score    |          |
| -- | ---------- | ----------------------------------------- | --------- | ------------ | ----------------------------------- | ------------- | -------- | -------- |
| 1  | 09-06-1975 | Green Shield Kent Championships Beckenham |           | Gazon (ext.) | Elena Granaturova Konstantin Pugaev | Trevor Little | 6-4, 6-1 | Parcours |

## Parcours en Grand Chelem

### En simple dames
| Année | Open d'Australie (janvier) | Open d'Australie (janvier) | Internationaux de France | Internationaux de France | Wimbledon       | Wimbledon      | US Open         | US Open         | Open d'Australie (décembre) | Open d'Australie (décembre) |
| ----- | -------------------------- | -------------------------- | ------------------------ | ------------------------ | --------------- | -------------- | --------------- | --------------- | --------------------------- | --------------------------- |
| 1972  | 1er tour (1/16)            | Karen Krantzcke            | -                        | -                        | -               | -              | -               | -               | n/a                         | n/a                         |
| 1973  | 1er tour (1/32)            | Duk-Hee Lee                | -                        | -                        | -               | -              | -               | -               | n/a                         | n/a                         |
| 1974  | 1er tour (1/32)            | Dianne Fromholtz           | -                        | -                        | -               | -              | -               | -               | n/a                         | n/a                         |
| 1975  | 2e tour (1/16)             | Nerida Gregory             | -                        | -                        | -               | -              | -               | -               | n/a                         | n/a                         |
| 1976  | 1er tour (1/16)            | Wendy Turnbull             | -                        | -                        | -               | -              | -               | -               | n/a                         | n/a                         |
| 1977  | 2e tour (1/8)              | Naoko Sato                 | 3e tour (1/8)            | Mima Jaušovec            | 1er tour (1/64) | Linky Boshoff  | 2e tour (1/32)  | Chris Evert     | 1er tour (1/16)             | Patricia Bostrom            |
| 1978  | n/a                        | n/a                        | 1er tour (1/32)          | Regina Maršíková         | 2e tour (1/32)  | M. Navrátilová | 1er tour (1/64) | Virginia Ruzici | 1er tour (1/16)             | Renáta Tomanová             |
| 1979  | n/a                        | n/a                        | -                        | -                        | -               | -              | -               | -               | 2e tour (1/8)               | Renáta Tomanová             |
| 1980  | n/a                        | n/a                        | -                        | -                        | 1er tour (1/64) | Wendy White    | -               | -               | 1er tour (1/32)             | Keryn Pratt                 |
| 1982  | n/a                        | n/a                        | -                        | -                        | -               | -              | 1er tour (1/64) | Nancy Yeargin   | -                           | -                           |
| 1983  | n/a                        | n/a                        | 1er tour (1/64)          | Kathleen Horvath         | -               | -              | -               | -               | 1er tour (1/32)             | Pascale Paradis             |

À droite du résultat, l’ultime adversaire.

### En double dames
| Année | Open d'Australie (janvier)   | Open d'Australie (janvier) | Internationaux de France      | Internationaux de France    | Wimbledon                    | Wimbledon                   | US Open                        | US Open                     | Open d'Australie (décembre)  | Open d'Australie (décembre) |
| ----- | ---------------------------- | -------------------------- | ----------------------------- | --------------------------- | ---------------------------- | --------------------------- | ------------------------------ | --------------------------- | ---------------------------- | --------------------------- |
| 1973  | 1/4 de finale Mandy Morgan   | M. Smith Virginia Wade     | -                             | -                           | -                            | -                           | -                              | -                           | n/a                          | n/a                         |
| 1974  | 1er tour (1/16) Mandy Morgan | Judy Tegart Julie Heldman  | -                             | -                           | -                            | -                           | -                              | -                           | n/a                          | n/a                         |
| 1975  | 2e tour (1/8) Kym Ruddell    | Laura duPont W. Turnbull   | -                             | -                           | 1er tour (1/32) C. Matison   | Lesley Hunt V. Ziegenfuss   | -                              | -                           | n/a                          | n/a                         |
| 1976  | 2e tour (1/8) C. Matison     | K. Harter W. Turnbull      | -                             | -                           | -                            | -                           | 3e tour (1/8) V. Lancaster     | B. J. King Betty Stöve      | n/a                          | n/a                         |
| 1977  | 1/4 de finale C. Matison     | B. Nagelsen Kerry Reid     | 1/4 de finale C. Matison      | L. Charles Sue Mappin       | 3e tour (1/8) C. Matison     | F. Dürr Virginia Wade       | 3e tour (1/8) C. Matison       | Navrátilová Betty Stöve     | 1/2 finale C. Matison        | Mona Guerrant Kerry Reid    |
| 1978  | n/a                          | n/a                        | 1/4 de finale Chris O'Neil    | Helen Anliot R. Maršíková   | 1er tour (1/32) Chris O'Neil | Lele Forood R. Giscafré     | 3e tour (1/8) Chris Newton     | Kathy Jordan Wendy White    | Finale Naoko Sato            | B. Nagelsen R. Tomanová     |
| 1979  | n/a                          | n/a                        | -                             | -                           | 2e tour (1/16) Naoko Sato    | W. Gilchrist Brenda Perry   | 1er tour (1/32) Naoko Sato     | C. Sieler Lele Forood       | 1er tour (1/8) Naoko Sato    | Sue Saliba Mary Sawyer      |
| 1980  | n/a                          | n/a                        | 1/4 de finale M. Blackwood    | Mima Jaušovec Betty Stöve   | 3e tour (1/8) M. Blackwood   | Greer Stevens Virginia Wade | 1er tour (1/32) Jane Stratton  | Kathy Jordan Anne Smith     | 2e tour (1/8) Sue Saliba     | Pam Shriver Betty Stöve     |
| 1981  | n/a                          | n/a                        | 2e tour (1/16) Chris Newton   | Sylvia Hanika Andrea Jaeger | 2e tour (1/16) Chris Newton  | Navrátilová Pam Shriver     | 1er tour (1/32) Jean Nachand   | S. Mascarin Anne White      | 1er tour (1/16) D. Freeman   | Helena Suková R. Tomanová   |
| 1982  | n/a                          | n/a                        | 2e tour (1/16) Henricksson    | C. Reynolds Paula Smith     | 1er tour (1/32) Henricksson  | Duk-Hee Lee R. Tomanová     | 2e tour (1/16) Susan Leo       | Jill Davis H. Ludloff       | 1er tour (1/16) Chris O'Neil | B. J. King Anne Smith       |
| 1983  | n/a                          | n/a                        | 3e tour (1/8) Chris O'Neil    | S. Mascarin A. Moulton      | 1er tour (1/32) Chris O'Neil | Mima Jaušovec Kathy Jordan  | 1er tour (1/32) Chris O'Neil   | C. Bassett I. Madruga       | 1er tour (1/16) Chris O'Neil | Zina Garrison Lori McNeil   |
| 1984  | n/a                          | n/a                        | 1er tour (1/32) P. Teeguarden | K. Horvath V. Ruzici        | 2e tour (1/16) Chris Newton  | Mima Jaušovec Virginia Wade | 2e tour (1/16) A. M. Fernández | Kohde-Kilsch H. Mandlíková  | -                            | -                           |
| 1985  | n/a                          | n/a                        | 1er tour (1/32) K. Kinney     | Bettina Bunge Eva Pfaff     | 1er tour (1/32) K. Kinney    | C. Suire Virginia Wade      | 2e tour (1/16) Beverly Mould   | Zina Garrison Kathy Rinaldi | 1er tour (1/16) Susan Leo    | B. Potter Sharon Walsh      |
| 1986  | n/a                          | n/a                        | -                             | -                           | -                            | -                           | 1er tour (1/32) C. Copeland    | Csilla Bartos A. Villagrán  | n/a                          | n/a                         |

Sous le résultat, la partenaire ; à droite, l’ultime équipe adverse.

### En double mixte
| Année | Open d'Australie (janvier), | Open d'Australie (janvier), | Internationaux de France     | Internationaux de France   | Wimbledon                    | Wimbledon                   | US Open                     | US Open                   | Open d'Australie (décembre), | Open d'Australie (décembre), |
| ----- | --------------------------- | --------------------------- | ---------------------------- | -------------------------- | ---------------------------- | --------------------------- | --------------------------- | ------------------------- | ---------------------------- | ---------------------------- |
| 1973  | n/a                         | n/a                         | -                            | -                          | 2e tour (1/32) Stephen Myers | M. Fernández Jairo Velasco  | -                           | -                         | n/a                          | n/a                          |
| 1974  | n/a                         | n/a                         | -                            | -                          | 2e tour (1/32) Greg Braun    | A. M. Arias Jaime Pinto     | -                           | -                         | n/a                          | n/a                          |
| 1975  | n/a                         | n/a                         | -                            | -                          | 2e tour (1/16) Trevor Little | E. Goolagong Kim Warwick    | -                           | -                         | n/a                          | n/a                          |
| 1976  | n/a                         | n/a                         | -                            | -                          | 2e tour (1/16) Trevor Little | Kathy May V. Amritraj       | -                           | -                         | n/a                          | n/a                          |
| 1977  | n/a                         | n/a                         | -                            | -                          | 3e tour (1/8) Cliff Letcher  | Judy Tegart Neale Fraser    | 1er tour (1/16) Paul Kronk  | J. Russell Fred McNair    | n/a                          | n/a                          |
| 1978  | n/a                         | n/a                         | -                            | -                          | 2e tour (1/16) M. Edmondson  | J. Russell D. Ralston       | -                           | -                         | n/a                          | n/a                          |
| 1979  | n/a                         | n/a                         | -                            | -                          | 1er tour (1/32) M. Appleton  | V. Ruzici Ion Țiriac        | -                           | -                         | n/a                          | n/a                          |
| 1980  | n/a                         | n/a                         | -                            | -                          | 1er tour (1/32) Chris Kachel | Greer Stevens C. Dowdeswell | 1er tour (1/16) John Austin | Paula Smith Mel Purcell   | n/a                          | n/a                          |
| 1981  | n/a                         | n/a                         | -                            | -                          | 1/4 de finale C. Johnstone   | Bettina Bunge Tony Roche    | 2e tour (1/8) Cliff Letcher | Wendy White Mike Bauer    | n/a                          | n/a                          |
| 1982  | n/a                         | n/a                         | -                            | -                          | 1/2 finale C. Johnstone      | W. Turnbull John Lloyd      | -                           | -                         | n/a                          | n/a                          |
| 1983  | n/a                         | n/a                         | -                            | -                          | 1/4 de finale C. Johnstone   | W. Turnbull John Lloyd      | -                           | -                         | n/a                          | n/a                          |
| 1984  | n/a                         | n/a                         | 1/2 finale David Graham      | Anne Minter Laurie Warder  | 1er tour (1/32) C. Johnstone | C. Monteiro Cássio Motta    | 3e tour (1/8) David Graham  | Paula Smith Mel Purcell   | n/a                          | n/a                          |
| 1985  | n/a                         | n/a                         | 1er tour (1/32) David Graham | C. Jolissaint Z. Kuhárszky | 1er tour (1/32) David Graham | Kathy Jordan M. Edmondson   | 2e tour (1/8) M. Edmondson  | Paula Smith Gary Donnelly | n/a                          | n/a                          |

Sous le résultat, le partenaire ; à droite, l’ultime équipe adverse.

## Parcours aux Masters

### En double dames
| # | Date       | Nom de l'édition                      | ($)     | Surface         | Résultat      | Partenaire   | Ultimes adversaires             | Score    |          |
| - | ---------- | ------------------------------------- | ------- | --------------- | ------------- | ------------ | ------------------------------- | -------- | -------- |
| 1 | 27/02/1984 | Virginia Slims Championships New York | 500 000 | Moquette (int.) | 1/4 de finale | Chris O'Neil | Rosalyn Fairbank Candy Reynolds | 6-2, 7-6 | Parcours |

## Classements WTA

### Classements en simple en fin de saison
| Année | 1986 |
| Rang  | 370  |

Source : (en) « Classements de Pam Whytcross », sur le site officiel du WTA Tour